# Colonel Heeza Liar, Explorer
Colonel Heeza Liar, Explorer ist ein verschollener US-amerikanischer Animationsfilm des Regisseurs und Animators John Randolph Bray aus dem Jahr 1914. Der Film ist der sechste Animationsfilm, in dem die Roosevelt-Parodie Colonel Heeza Liar als Hauptfigur auftritt. Der Film greift die 1913 und 1914 durchgeführte Roosevelt-Rondon Scientific Expedition mit der Erstbefahrung des River of Doubt (deutsch: Fluss des Zweifels) auf. Colonel Heeza Liar, Explorer kam am 15. August 1914 in die Kinos.

## Handlung
Die Befahrung des Fluss des Zweifels verlangt dem unverwüstlichen Colonel Heeza Liar alles ab. Er beginnt die Fahrt in seinem von ihm selbst mit großer Sorgfalt konstruierten Boot, doch er erleidet in den Stromschnellen Schiffbruch und landet auf einer einsamen Insel im Fluss. Ein Kannibale will ihn von der Insel herunterbekommen, doch er scheitert. Auch ein Menschen und Kannibalen fressender Löwe, der aus beiden ein doppeltes Sandwich machen will, gibt verzweifelt auf.
Doch Colonel Heeza Liar wird von dem Zweifelfieber befallen und in das Blechkonservencamp der Kannibalen gebracht. Dort lässt er sich nicht kochen, sondern kocht den Koch. Anschließend bezwingt er den Guttapercha-König, wird selbst zum König gekrönt und kann schließlich entfliehen.